# Veladores
Veladores är en ort i Mexiko.   Den ligger i kommunen Nochistlán de Mejía och delstaten Zacatecas, i den centrala delen av landet, 400 km nordväst om huvudstaden Mexico City. Veladores ligger 1 860 meter över havet och antalet invånare är 205.
Terrängen runt Veladores är kuperad västerut, men österut är den platt. Runt Veladores är det ganska glesbefolkat, med 43 invånare per kvadratkilometer. Närmaste större samhälle är Nochistlán, 5,7 km väster om Veladores. I omgivningarna runt Veladores växer huvudsakligen savannskog.